# Résolution de l'Assemblée générale des Nations unies

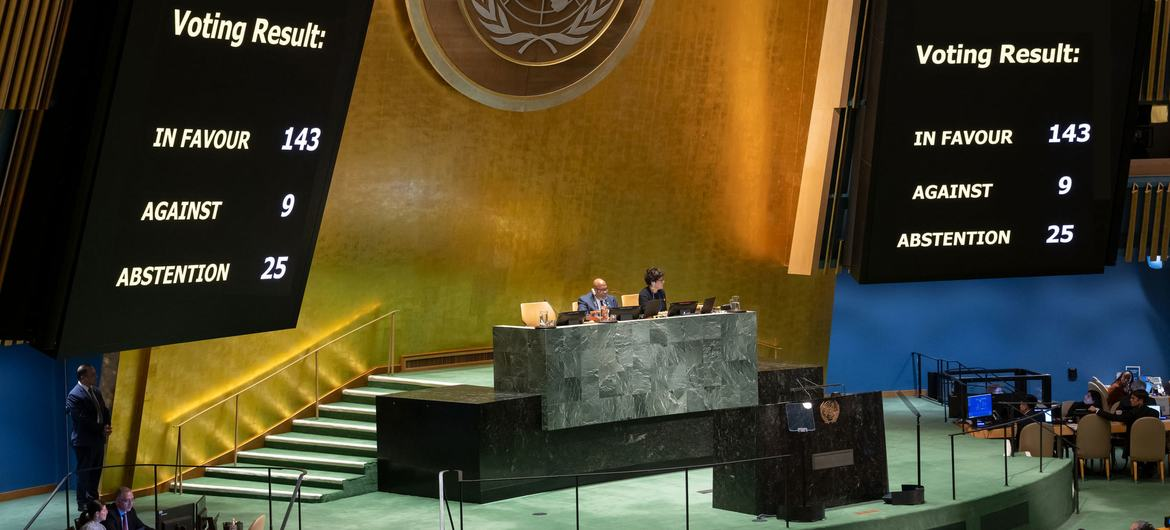
Résultat du vote sur la résolution A/RES/ES-10/23, adoptée le 10 mai 2024.

Une résolution de l'Assemblée générale des Nations unies est une décision votée par l'Assemblée générale des Nations unies, le principal organe décisionnel des Nations unies.
En règle générale, ces résolutions n'ont pas réellement de valeur juridique contraignante explicite en droit international public contrairement aux résolutions du Conseil de sécurité des Nations unies. Une résolution est acceptée si elle est votée par la majorité absolue des membres (sauf certaines questions importantes qui nécessitent une majorité des deux tiers).

## Définition et généralités
Une résolution de l'Assemblée générale est un texte adopté par l'Assemblée générale des Nations unies, le principal organe décisionnel des Nations unies, par laquelle cette dernière exprime sa volonté ou sa position. L'Assemblée adopte un très grand nombre de résolutions dans des domaines très divers intéressant les Nations unies. D'une centaine pendant les débuts de l'Organisation, leur nombre augment progressivement à partir de la fin des années 1960 pour presque quadrupler en 1982 et, depuis les années 2010, se stabiliser entre 300 et 350 résolutions par session.

### Procédure et vote
En vertu de l'article 18 de la Charte des Nations unies, l'Assemblée générale adopte des résolutions par principe à la majorité absolue des membres présents et votants, sauf pour les « questions importantes », pour lesquelles la majorité qualifiée des deux tiers des membres présents et votants est nécessaire. Chaque État membre des Nation unies dispose d'une voix.
La précision « membres présents et votant » vient du fait qu'à l'Assemblée générale, il est possible de participer au vote en votant « pour », « contre » ou « abstention », qui revient à ne pas prendre position sur le texte débattu tout en participant au vote. Les États membres ne participants pas au vote sont ceux qui ne sont pas représentés dans la salle par leur délégation, et sont notés comme « absent ». Seuls les « pour » et « contre » sont comptabilisés comme « votant » pour le calcul des majorités nécessaires.

Le deuxième paragraphe de l'article 18 dresse la liste des « questions importantes » nécessitant la majorité des deux tiers des présents et votants :

« Sont considérées comme questions importantes : les recommandations relatives au maintien de la paix et de la sécurité internationales, l'élection des membres non permanents du Conseil de sécurité, l'élection des membres du Conseil économique et social, l'élection des membres du Conseil de tutelle conformément au paragraphe 1, c, de l'Article 86, l'admission de nouveaux Membres dans l'Organisation, la suspension des droits et privilèges de Membres, l'exclusion de Membres, les questions relatives au fonctionnement du régime de tutelle et les questions budgétaires. »

— Extrait du deuxième paragraphe de l'article 18 de la Charte des Nation unies
Le troisième alinéa de l'article 18 précise que la liste des « questions importantes » peut être allongée. Dans ce cas, le vote pour décider si une question relève des « questions importantes » se déroule selon la majorité de principe, c'est-à-dire la majorité absolue des présents et votants.
L'article 108 stipule que les amendements à la Charte doivent également être adoptés à la majorité qualifiée des membres de l'Assemblée générale (et non seulement des membres présents et votants), tout comme l'organisation d'une conférence générale de révision, d'après le paragraphe 1 de l'article 109 (avec également un vote procédural au Conseil de sécurité).

### Structure
Comme la plupart des décisions des organes collégiaux des Nations unies (notamment les résolution du Conseil de sécurité) ou d'autres organisations intergouvernementales, les résolutions de l'Assemblée générale comporte la plupart du temps deux parties distinctes : un préambule et un dispositif.
Le préambule commence par les mots « L'Assemblée générale, », suivis par un plusieurs paragraphes commençant à chaque fois par un participe présent ou un adjectif en italique (« considérant », « rappelant », « réaffirmant », « ayant à l'esprit », « déterminée », « consciente », etc). Il énonce les considérations qui justifient ou étayent la résolution ou qui ont guidées l'Assemblée, en fait et souvent également en droit (notamment en s'appuyant sur ses résolutions précédentes).
Le dispositif comporte un ou plusieurs paragraphes numérotés et commençant par chacun par un verbe en italique (« décide », « adopte », « exhorte », « demande », etc). Il constitue le corps de la décision proprement dit, dans lequel l'Assemblée générale exprime sa volonté.
La résolution se termine par deux lignes en italique indiquant le numéro de la séance au cours de laquelle la résolution a été adoptée et en dessous la date de l'adoption. La résolution peut ensuite comporter une ou parfois plusieurs annexes à laquelle le dispositif à fait référence.
Contrairement aux résolutions du Conseil de sécurité, les résolutions de l'Assemblée générale comporte un intitulé en en-tête.

### Numérotation

#### Session ordinaire
Jusqu'à la trentième session ordinaire de l'Assemblée générale des Nations unies, chaque résolution se voyait attribuer un numéro chronologique en chiffre arabe calculé depuis la première mise en activité de l'Assemblée, suivi du numéro en chiffres romains entre parenthèses de la session ordinaire de l'Assemblée au cours de laquelle elle a été adoptée. Par exemple, la résolution 2625 (XXV) est le 2625e résolution adoptée depuis le début des Nations unies et a été adoptée le 24 octobre 1970, lors de la 25e session ordinaire de l'Assemblée générale.
À compter de la trente-et-unième session ordinaire, à la suite de l'adoption d'une réforme du système de cote des documents de l'Assemblée générale, chaque résolution se voit attribuer un numéro en chiffres arabes correspondant à la session ordinaire pendant laquelle elle a été adoptée puis, séparé par une barre oblique, un numéro chronologique calculé depuis le début de ladite session. Par exemple, la résolution 78/282 a été adoptée pendant la 78e session ordinaire de l'Assemblée et est la 282e résolution adoptée lors de cette même session.

#### Session extraordinaire
Jusqu'à la septième session extraordinaire, chaque résolution recevait un numéro chronologique en chiffre arabe, suivi entre parenthèses du numéro en chiffres romains de la session extraordinaire, précédé de la lettre « S » majuscule (en anglais : Special) suivie d'un tiret. Par exemple, la résolution 3363 (S-VII).
À partir de la huitième session extraordinaire, chaque résolution reçoit un numéro en chiffre arabe correspondant au numéro de la session extraordinaire, précédé d'un « S- » puis, après une barre oblique, un numéro chronologique en chiffres arabes calculé depuis le début de la session extraordinaire. Par exemple, la résolution S-8/11.

#### Session extraordinaire d'urgence
De même que pour les session extraordinaires, les résolutions adoptées lors des session extraordinaires d'urgence étaient numérotés par un chiffre arabe, suivi entre parenthèse du numéro de la session extraordinaire d'urgence en chiffres romains précédé d'un « ES- » (en anglais : Emergency Special). Par exemple la résolution 2252 (ES-V).
Depuis la sixième session extraordinaire d'urgence, le numéro est constitué d'un « ES- » suivi du numéro de la session extraordinaire d'urgence en chiffres arabes, puis d'une barre oblique et du numéro chronologique de la résolution en chiffres arabes, calculé depuis le début de la session extraordinaire d'urgence. Par exemple, la résolution ES-11/6 est la sixième résolution adoptée par l'Assemblée dans le cadre de sa onzième session extraordinaire d'urgence.

## Portée normative
Par principe, toutes les résolutions des Nations unies ont une valeur incitative ou de recommandation à l'égard des États membres ou d'autres destinataires étrangers à l'Organisation, qui vise à encourager ou marquer une désapprobation d'un certain comportement. Elles se rapprochent donc davantage du droit souple, une source importante du droit international, mais jouissent d'une large autorité politique et morale eu égard à la dimension globale de l'Organisation des Nations unies.
La Charte des Nations unies ne confie expressément de portée contraignante qu'aux seules résolutions du Conseil de sécurité prises sur le fondement de l'article VII (Action en cas de menace contre la paix, de rupture de la paix et d'acte d'agression) et uniquement lorsque le Conseil en décide ainsi. Cependant, parmi les très nombreuses résolutions de l'Assemblée générale, certaines peuvent avoir une valeur normative en réalité plus importante en droit international public, dans plusieurs circonstances.

### Les résolutions prises dans l'ordre juridique des Nations unies
Les résolutions de l'Assemblée générale peuvent avoir une valeur juridique contraignante à l'intérieur de l'ordre des Nations unies lorsque la Charte des Nations unies le stipule expressément ou lorsqu'elle concerne les pouvoirs confiés à l'Assemblée, notamment les décisions se rattachant à son fonctionnement ou à l'exercice de ses missions.
La Charte des Nations confère à l'Assemblée des pouvoirs suivants dans le fonctionnement de l'Organisation, les résolutions adoptées dans ce cadre sont donc obligatoires juridiquement :
- l'adoption du budget de l'Organisation des Nations unies (article 17.1)[7];
- la détermination des conditions d'emploi et du statut du personnel des Nations unies (article 101.1)[8];
- la saisine pour avis de la Cour internationale de justice (article 96.a)[9];
- l'autorisation donnée aux autres organes (à l'exception du Conseil de sécurité) et aux institutions spécialisées des Nations unies de saisir pour avis la Cour internationale de justice (article 96.b) ;
- l'attribution d'autres fonctions que celles prévues par la Charte au Conseil économique et social des Nations unies (article 66.3)
- l'autorisation donnée au Conseil économique et social pour « rendre des services » aux États membres (article 66.2) ;
- l'attributions d'autres fonctions au secrétaire général des Nations unies (article 98)[10];
- la prise de dispositions conformément aux accords de tutelle (article 87) ;
- l'acceptation (article 4.2), la suspension (article 5) ou l'exclusion (article 6) des membres des Nations unies, à chaque fois sur recommandation du Conseil de sécurité ;
- la détermination des conditions dans lesquelles les États non-membres de l'ONU peuvent être parties au Statut de la Cour internationale de justice, sur recommandation du Conseil de sécurité (article 93.2)[11];
- l'adoption des amendements à la Charte des Nations unies, soumis à ratification (article 108) :
- l'organisation d'une conférence générale de révision de la Charte, avec un vote procédural du Conseil de sécurité (article 109) :

L'approbation de l'Assemblée générale est également nécessaire pour la conclusions de certains accords, la décision d'approuver ou non l'accord produit donc bien des effets contraignants. Cela concerne les accords suivants :
- arrangements financier et budgétaire avec les institutions spécialisés (article 17.3)
- accords de tutelle pour les zones non-stratégiques (articles 16 et 85.1)
- accords conclus avec entre le Conseil économique et social et les institutions spécialisées (article 63.1)

L'Assemblée générale est aussi investie du pouvoir d'élection dans la plupart des organes de l'Organisation. Il ne s'agit pas de recommander un candidat mais de procéder, de manière contraignante, à sa sélection.
- l'élection des membres non-permanents du Conseil de sécurité (article 23.1) ;
- l'élection des membres du Conseil économique et social des Nations unies (article 61.1)
- l'élection d'une partie des membres du Conseil de tutelle des Nations unies (article 86.1.c)
- l'élection des juges à la Cour internationale de justice (doivent également être élus par la Conseil de sécurité) (article 4.1 du Statut de la Cour)[12],[13],[14];
- la confirmation du choix du Conseil de sécurité au poste de secrétaire général (article 97).

Les résolutions qui concerne le fonctionnement interne de l'Assemblée générale ou les modalités de l'exercice de ses pouvoirs sont contraignantes. Tel est par exemple le cas de l'autorisation pour les États en retard de paiement, à participer au vote (article 19 de la Charte des Nations unies) ou l'adoption ou la modification du règlement intérieur de l'Assemblée (article 21).
Enfin, l'article 22 de la Charte des Nations unies octroi à l'Assemblée générale le pouvoir de créer « les organes subsidiaires qu'elle juge nécessaires à l'exercice de ses fonctions », y-compris pour ses fonctions consultatives. Il ne s'agit donc pas ici de recommander ou d'appeler à la constitution d'organe mais bien procéder à création d'entités. Cette possibilité est fort largement utilisée par l'Assemblée, plus de 55 sont actuellement en activité. Il est possible de citer la Commission du droit international (résolution 174 (II) du 21 novembre 1947), le Haut Commissariat des Nations unies pour les réfugiés (résolution 319 A (IV) du 3 décembre 1949), les Fonds des Nations unies pour l'enfance (UNICEF) ou la population (résolution 48/162 du 20 décembre 1993), les Programmes des Nations Unies pour l'environnement (résolution 2997 (XXVII) du 15 décembre 1972), le développement (résolution 2029 (XX) 22 novembre 1965) l'alimentation (résolution 50/8 du 1er novembre 1995), et les établissements humains (résolution 56/206 du 21 décembre 2001), le Tribunal du contentieux administratif et le Tribunal d’appel des Nations unies (résolution 62/228 du 22 décembre 2007), le Comité de l'espace (résolution 1472 (XIV) du 12 décembre 1959) ou celui des 24 (résolution 1654 (XVI) du 27 novembre 1961) ou encore le Conseil des droits de l'homme (résolution 60/251 du 13 mars 2006).

### Les résolutions s'inscrivant dans le processus de formation du droit international public
L'Assemblée générale peut être amenée à jouer un rôle majeur dans la formation du droit international, notamment à travers l'adoption de résolutions. Outre les larges majorités de soutien que reçoivent souvent ces résolutions, les termes qu'elles emploient (s'affranchissant des recommandation pour « condamner », « exiger », « ordonner »), elle peuvent s'inscrire dans un processus plus large de formation du droit international, notamment en lien avec la notion de coutume internationale.

#### La participation au processus de cristallisation du droit international coutumier
Le droit international coutumier, est une des sources les plus importantes du droit international public. Les normes coutumières se dégagent d'une pratique uniforme, générale et répétée des sujets du droit international d'une part et d'une perception de cette pratique comme de nature juridique et obligatoire (opinio juris), d'autre part.
À cet égard, l'adoption de plusieurs résolutions, bien que non contraignantes individuellement, peuvent permettre collectivement de déclencher ou de renforcer le processus de formation de la règle de droit coutumier. L'accumulation de résolutions largement adoptées peut ainsi permettre de cristalliser la pratique uniforme, générale et répétée et également de renforcer l'opinio juris qui l'entoure.

##### La codification ou l'interprétation de normes contraignantes déjà existantes
Une résolution de l'Assemblée générale peut venir codifier des règles contraignantes déjà existantes. Bien que l'instrument de la résolution demeure non-contraignant, sa substance peut rassembler, organiser et en mettre par écrit pour les rendre plus claires, plus lisibles et plus accessibles, des règles contraignantes du droit international, telles que des règles non-écrites issues de la coutume ou de la jurisprudence internationale.
Dans une idée voisine, la valeur juridique d'une résolution de l'Assemblée générale peut également être renforcée lorsqu'elle vient interpréter une règle déjà considérée comme contraignante en vertu du droit international. C'est le cas lorsqu'une résolution interprète une norme coutumière ou un traité international, comme la Charte des Nations unies.
Par exemple, la résolution 2625 (XXV) précise qu'elle vient codifier les interprétations et applications coutumières que font les États de la Charte des Nations unies, et énonce et développe ainsi sept grands principes du droit international tels qu'ils ressortent du droit international coutumier et de la Charte, qui sont par conséquent contraignants.

##### Cas de l'adoption du texte d'un traité international
Enfin, l'Assemblée générale peut être l'enceinte de l'adoption de texte de traités internationaux. Certes si ce n'est pas la résolution elle-même qui va devenir contraignante, les sujets du droit international exprimeront leur constentement à être lié à son contenu, puisque c'est elle qui contient le texte dans lequel se trouve les stipulations contraignantes du traité.
En pratique, un grand nombre de traités multilatéraux négociés sous les auspices des Nations unies ont été conclus par une résolution de l'Assemblée générale. Tel est le cas des pactes internationaux relatif aux droits civils et politiques et aux droits économiques, sociaux et culturels, adoptés par la résolution 2220 (XXI) de l'Assemblée générale.

## Sélection de résolutions
[non neutre]
Cette liste recense quelques résolutions qu'il est possible de considérer comme importantes[Par qui ?]. La description qui suit chacune d'elles avant les parenthèses donnant sa date de vote est celle donnée par l'Assemblée générale ; le choix des termes employés ne doit pas être vu comme une prise de position de cet article sur chacune d'entre elles.

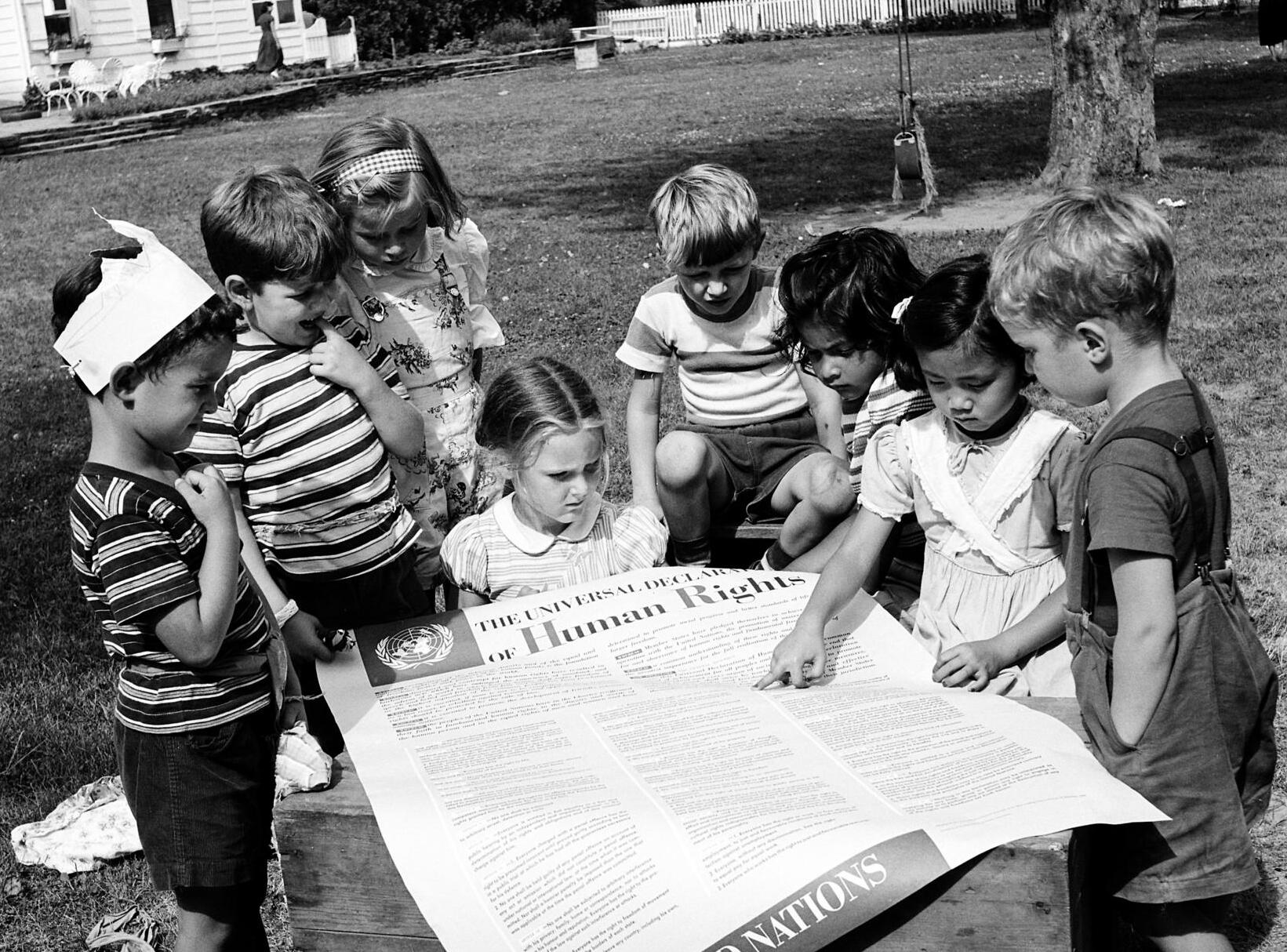
Des enfants s'intéressant à la Déclaration universelle des droits de l'Homme, adoptée par l'Assemblée générale des Nations unies en 1948

- La résolution 181, votée à une large majorité, le 29 novembre 1947, portant sur le plan de partition de la Palestine élaboré par l’UNSCOP. Malgré son absence de valeur juridique contraignante, le texte a suscité de vives réactions au sein des populations arabes de Palestine.
- La résolution 217 adoptant la Déclaration universelle des droits de l'homme le 10 décembre 1948 à Paris.
- Trois résolutions relatives au Tibet furent votées en séance plénière de l'Assemblée générale des Nations unies (résolution 1353 en 1959, 1723 en 1961 et 2079 en 1965) constatant la violation des droits de l'homme et des règles internationales, mettant la Chine en demeure de les respecter. La résolution de 1961 reconnaît et affirme le droit du peuple tibétain à l'autodétermination, condamne le viol de ce droit et appelle à sa restauration[21]. Ces résolutions ont été adoptées alors que la république populaire de Chine ne faisait pas partie de l'ONU et ne pouvait de ce fait participer aux débats. Depuis 1965, elles n'ont jamais été reconduites et lors de l'admission de la république populaire de Chine, en 1971, il n'en a pas été tenu compte.
- Résolution 1514 (XV) : 14 novembre 1960, déclaration sur l'octroi de l'indépendance aux pays et peuples coloniaux.
- Résolution 1541 (XV) : 15 décembre 1960, définition des peuples ayant le droit à disposer d'eux-mêmes, selon la Charte des Nations unies.
- Résolution 2625 (XXV) : adoptée par consensus le 24 octobre 1970, constitue une codification majeure des principes fondamentaux du droit international public tel qu'il découle de la Charte des Nations unies.
- Résolution 2758 : rétablissement des droits légitimes de la république populaire de Chine dans l'Organisation des Nations unies (25 octobre 1971, excluant la république de Chine — contrôlant Taïwan — et admettant la république populaire de Chine comme membre).
- Résolution 3236 : « réaffirme les droits inaliénable du peuple palestinien en Palestine ».
- Résolution 3314 (XXIX) : 14 décembre 1974, relative à la définition de l'agression en droit international public.
- Résolution 3379 : « décrète que le sionisme est une forme de racisme et de discrimination raciale ». Abrogée le 16 décembre 1991[22].
- En 1979, L'Assemblée générale de l'Organisation des Nations unies (ONU) adopte deux résolutions (non contraignantes) en 1979, puis 1980, invitant la France à restituer les îles Éparses à Madagascar, et à des négociations, entre les deux parties[23].
- Résolution 46/86 : abroge la résolution 3379
- Résolution 60/7: adoption de la journée internationale dédiée à la mémoire des victimes de l'Holocauste
- Résolution 60/285 : sur l'Azerbaïdjan
- Résolution 67/19 : sur l'état de Palestine à l'ONU
- Résolution 68/262 : « Intégrité territoriale de l'Ukraine »
- Résolution 72/240 : « Souveraineté permanente du peuple palestinien dans le Territoire palestinien occupé, y compris Jérusalem-Est, et de la population arabe dans le Golan syrien occupé sur leurs ressources naturelles »
- Résolution 73/165 : Déclaration sur les droits des paysans et personnes travaillant en zone rurale
- le 22 mai 2019, résolution de L'Assemblée générale des Nations unies[24] exigeants du Royaume-Uni, la restitution dans les six mois de l'archipel des Chagos, à la République mauricienne[25], ce qui permettrait aux Chagossiens de retrouver leurs terres. La Chine s'est abstenue lors du vote de l'ONU, qui est une étape sur la voie de l'accord de restitution de l'archipel des Chagos à l'île Maurice[26].
- Le 2 mars 2022, l'Assemblée générale vote la résolution ES-11/1 qui « exige que la Russie cesse immédiatement de recourir à la force contre l'Ukraine » déplorant « dans les termes les plus vifs l'agression de la Russie contre l'Ukraine » et affirmant « son attachement à la souveraineté, l'indépendance, l'unité et l'intégrité territoriale de ce pays, y compris de ses eaux territoriales ». La résolution est adoptée par 141 pays (soit plus des deux tiers), cinq s'y opposent (Biélorussie, Corée du Nord, Russie, Érythrée, Syrie), 35 s'abstiennent (dont la Chine), sur une organisation comptant 193 membres[27],[28],[29].